# Масаж (Доктор Хаус)
Масаж (англ. Massage Therapy) - четверта серія сьомого сезону американського серіалу «Доктор Хаус». Вперше показана на каналі FOX 11 жовтня 2010 року. Команда Хауса лікує дівчину з нез'ясованим минулим, Хаус свариться з Кадді через масажистку.

## Сюжет

##### Пацієнт
Молода жінка Маргарет знаходиться вдома сама. Вона чує шум і обшукує будинок, побоюючись зловмисників. Виявляється, шумів лише вітер, але коли повертається її чоловік Біллі, в неї починається блювання і сильний біль в животі.
Чейз найняв в команду Келлі Бенедикт, та Хаус і Форман зустріли її не приязно. Вони вважають що Келлі схожа на Кемерон, і Чейз найняв ї бо вона йому сподобалась. 
Серед ідей команди про причини блювання пацієнтки — отруєння свинцем. Під час огляду Маргарет Келлі і Чейз помічають у пацієнтки кілька зламаних ребер, про які вона не говорила лікарям. Маргарет каже що травма була десять років тому. Досліджуючи історію Маргарет, Келлі виявляє що та використовує номер соціального забезпечення жінки, народженої в 1940-х роках. У Маргарет стається серцевий напад і команда рятує її, а коли та прокидається, Хаус розпитує хто вона на справді. Жінка зізнається, що її справжнє ім'я Дженні і п'ять років тому вона була одружена з агресивним чоловіком на ім'я Карл, що погрожував їй і отруїв її собаку, коли вона його кинула. Вона взяла особистість загиблої жінки, щоб чоловік не зміг її знайти. 
Хаус допитує Келлі що могло викликати проблеми одразу і з серцем і з шлунком Дженні, та вона не дає переконливих версій. Хаус припускає, що колишній чоловік Дженні міг отруїти її тією ж речовиною, якою отруїв її собаку. Біллі засмучений, що Дженні ніколи не розповідала йому про агресивного колишнього і йде з палати. Згодом його доправляють до лікарні з сильно побитим обличчям. Він знайшов хлопця на ім'я Карл в телефонній книзі Дженні і пішов до нього. Карл все заперечував і побив Біллі, виявилось, що він лише працював разом з Дженні. 
Хаус показує команді фото матері Чейза і зазначає що той найняв Келлі, бо вона схожа на його матір. 
В Дженні піднімається температура. Келлі припускає хворобу легіонерів і Хаус наказує зробити тест. Форман з'ясовує що діагноз насправді придумав Чейз, він не впевнений що Келлі достатньо здібна, щоб працювати з ними.
Біллі дізнався, що  консультаційний центр в Трентоні, який Дженні начебто відвідувала після аб'юзивних відносин, не існує. Він схвильований, бо тепер не знає про що ще вона могла збрехати. Коли Дженні прокидається, Біллі спокійно запитує її про брехню, але вона починає галюцинувати, бачить вогонь і змій по всій кімнаті. Лікарі припускають, що що б не відбувалось, воно вразило мозок Дженні. Келлі єдина вважає  що останні симптоми не пов'язані з попередніми, а можуть бути ознаками психічного захворювання. Хаус замовляє біопсію.
Під час операції у Дженні падає температура. Хаус і команда відзначають, що температура могла зникнути вчора, і що не було блювоти поки вона під наглядом. Хаус йде до палати і вимикає кардіостимулятор Дженні, проте нічого не відбувається, а всі симптоми крім марення зникають. Келлі вважає що вони могли бути викликані фізичними симптомами, але Хаус думає, що це було якраз навпаки. Він розмовляє з ще галюцинуючою Дженні і змушує її зізнатись Біллі, що в неї шизофренія. Виходячи з кімнати він каже Келлі, що вона мала зрозуміти це ще з самого початку.
Біллі не впевнений що зможе жити тепер з Дженні, бо це може бути надто важко. "Це завжди важко," говорить Хаус. У ліфті, Чейз говорить Хаус, що він, ймовірно, повинен звільнити Келлі. Хаус не згоден, так як вона була єдиною, хто навів його на правильну відповідь.
Чейз бачить як Келлі пакує речі. Вона збирається звільнитись, та Чейз запрошує її на побачення.  

##### ХаусіКадді
Хаус говорить Вілсону,  що він ні разу не ночував у Кадді і не проводив час з її дочкою. Коли наступного ранку Кадді збирається йти на роботу, Хаус поводиться не романтично, а виходячи з квартири Хауса Кадді зустрічає привабливу масажистку, що прийшла до нього.
Кадді розпитує про неї і Хаус розповідає, що вона повія, з якою він раніше спав, і вона єдина з 15 масажистів, до яких він звертався, хто йому підходить. Кадді не хоче з ним бачитись, поки він не перестане зустрічатись з масажисткою-повією. Хаус розповідає Вілсону що проблема з масажисткою ставить під загрозу їх відносини з Кадді, та Вілсон вважає, що він повинен зробити цю жертву, щоб зберегти відносини.
Хаус наймає привабливого чоловіка на ім'я Феліпе, щоб той зробив Кадді масаж. Після вмовлянь вона погоджується, а під час масажу дізнається, що він є чоловіком-повією.
Хаус каже Кадді, що не проти того, що масаж їй робив чоловік-повія, і вона повинна ставитися до нього так само. Вона вказує на відмінність в ситуації і питає, чи  Хаус намагається саботувати відносини. Той відповідає, що вона повинна запросити його додому і познайомити з дочкою. Вона каже, що хоче захистити свою дочку, через це Хаус здається що вона стримує їхні відносини.
Врешті-решт Хаус погоджується перестати зустрічатись з масажисткою, а Кадді запрошує його до себе і вони вечеряють разом з її дочкою.

## Цікавинки
Форман заперечує, що досі має почуття до Тринадцятої.